# سن خوآن، ترینیداد و توباگو
سن خوآن، ترینیداد و توباگو (به انگلیسی: San Juan) شهری در کشور ترینیداد و توباگو، استان سن خوآن-لاونتویل است که جمعیت آن در سرشماری سال ۲۰۰۵ میلادی ۱۴٫۰۹۷ نفر بوده‌است.